# SU-5
SU-5 – radzieckie działo samobieżne zbudowane na zmodyfikowanym podwoziu czołgu T-26. Używane w wojskach pancernych Armii Czerwonej jako sprzęt eksperymentalny. Produkowane w trzech wersjach i z tego powodu znane jako Małyj tripleks.

## Historia
W latach 1933–1937 władze ZSRR planowały wprowadzenie do uzbrojenia działa zbudowanego z wykorzystaniem podzespołów czołgu T-26, wyposażonego w kilka rodzajów dział artyleryjskich – armatę, haubicę i działo piechoty. Działa miały znaleźć się w oddziałach wsparcia wojsk zmechanizowanych i konnicy.
W latach 1934–1936 pod kierunkiem S. Ginzburga, przy współpracy P. Sjaczentowa i L. Trojanowa w biurze konstrukcyjnym Fabryki Nr 185 opracowano działo samobieżne SU-5. Podwozie działa zbudowano z wykorzystaniem skróconego kadłuba czołgu T-26. Z czołgu tego pochodził także układ jezdny, przeniesienia mocy i silnik. W odróżnieniu od T-26 silnik zamocowany był nie z tyłu kadłuba, ale tuż za stanowiskiem kierowcy. Za silnikiem na kadłubie umieszczono opancerzoną nadbudówkę mieszczącą uzbrojenie. W czasie prowadzenia ognia pojazd był podpierany dwoma lemieszami przymocowanymi do wysięgników przymocowanych z tyłu pojazdu. Na tych samych wysięgnikach umieszczono także koła napinające. Załoga działa składała się z sześciu osób. W czasie jazdy mechanik-kierowca znajdował się na swoim stanowisku, a reszta załogi siedziała na siedzeniach przymocowanych do błotników. W czasie strzelania w pojeździe znajdowali się celowniczy i zamkowy, reszta załogi obsługiwała działo z ziemi. Ponieważ w pojeździe przewożono zaledwie 4-5 naboi działo miało współpracować z pojazdem amunicyjnym wykorzystującym to samo podwozie.
W 1935 roku zbudowano 15 pojazdów prototypowych, po 5 w każdej z trzech planowanych wersji. Były to:
- SU-5-1 – uzbrojone w armatę dywizyjną wz. 1902 lub wz. 1902/30 kalibru 76,2 mm. Działo miało kąt ostrzału w pionie -40 do +60°, w poziomie 30°, szybkostrzelność 6 strz/min i donośność 6400-13200 m.
- SU-5-2 – uzbrojone w haubicę wz. 1910/30 kalibru 122 mm. Działo miało kąt ostrzału w pionie -40 do +60°, w poziomie 30°, szybkostrzelność 6 strz/min i donośność 8900 m.
- SU-5-3 – uzbrojone w 152 mm moździerz wz. 1931 kalibru 152 mm. Działo miało kąt ostrzału w pionie -0 do +70°30', w poziomie 30° i donośność 5000 m.

W 1936 roku odbyły się próby wojskowe działa we wszystkich wersjach. Po ich zakończeniu pomimo uznania, ż podwozie jest przeciążone rekomendowano przyjęcie ich do uzbrojenia, zalecając przy tym zwiększenie zapasu przewożonej amunicji. Według planów w 1936 roku miało powstać 30 dział SU-5, w tym 12 SU-5-1 i 18 SU-5-2. Produkcji SU-5-3 nie rozpoczęto prawdopodobnie z uwagi na to, że było wyposażone w importowane działo (moździerz wz. 1931 był produkowaną na zamówienie ZSRR wersją 15 cm schweres Infanteriegeschütz 33). W 1936 prawdopodobnie nie wyprodukowano wszystkich planowanych dział. Prawdopodobnie nie powstało także 50 dział, których budowę planowano w 1937 roku. Z budowy dalszych dział SU-5 zrezygnowano, ponieważ uznano, że ich rolę mogą pełnić czołgi artyleryjskie T-26-4 i BT-7A.

## Służba
Wyprodukowane SU-5 zostały skierowane do jednostek wojskowych jako sprzęt eksperymentalny. Pojedyncze egzemplarze tych dział były używane bojowo podczas walk nad jeziorem Chasan, agresji na Polskę, a prawdopodobnie także wojny zimowej. 1 grudnia 1940 roku Armia Czerwona posiadała jeszcze 25 SU-5, z czego 11 na Froncie Dalekowschodnim, 6 w Leningradzkim Okręgu Wojskowym, 4 w Kijowskim Specjalnym Okręgu Wojskowym i 4 w Zachodnim Okręgu Wojskowym.